# Staroarzamatowo
Staroarzamatowo (ros. Староарзаматово) – wieś (dieriewnia) w Rosji, w Baszkortostanie, w rejonie miszkińskim. W 2010 liczyła 570 mieszkańców, głównie Maryjczyków.